# Nina Gerhard
Pour les articles homonymes, voir Gerhard.
 (décembre 2011).
Si vous disposez d'ouvrages ou d'articles de référence ou si vous connaissez des sites web de qualité traitant du thème abordé ici, merci de compléter l'article en donnant les références utiles à sa vérifiabilité et en les liant à la section « Notes et références ».
Nina Gerhard, née en 1974, est une chanteuse d'eurodance allemande.

## Biographie
Nina Gerhard est connue pour être la voix féminine des premiers succès de Captain Hollywood Project grâce aux tubes More and More et Only With You. Elle a aussi collaboré pour d'autres projets tels que Intermission produit par Nosie Katzmann, également producteur de Captain Hollywwood mais aussi de Culture Beat.

## Carrière
En 1995, elle connaît un grand succès en solo avec le tube The Reason Is You[réf. nécessaire].